# Потапов, Николай Алексеевич
Николай Алексеевич Потапов (3 [14] декабря 1731 — после 1798) — генерал-майор, комендант Кизлярской крепости (1763—1769); тайный советник.

## Биография
На военную службу был записан при рождении, проходил её в Кексгольмском, Сибирском, Лейб-Гренадерском, Артиллерийском, Фузелерном и Нашебургском пехотном полках. 15.10.1748 г. произведён из адъютантов в поручики, 25.04.1755 — в капитаны, 29.04.1758 — в генеральс-адъютанты премьер-майорского ранга, 01.01.1759 — в подполковники, 01.01.1760 — в полковники (Нашебургского полка). 03.03.1763 года произведён в генерал-майоры.
В 1763—1769 г. был комендантом Кизлярской крепости на границе с Персией. За этот период:
- основал поселение в урочище Моздок;
- возвёл плотину, разделившую р. Терек на две части, для защиты Кизляра от разбойника Сокус-Аджи;
- разведывал положение дел в Кабарде и Картвельском княжестве;
- возвёл укрепления, защитившие Кизляр от захвата кубанскими татарами (1765);
- производил тайные разведки в Закавказье, склонял Имеретию к союзу с Грузией для действий против турок (1768—1769).

9 августа 1770 г. перешёл в статскую службу. В 1772—1789 гг. — вице-президент во 2-м Департаменте Ревизион-коллегии в Москве. 10 июля 1775 г. произведён в тайные советники.
В 1798 г., будучи в отставке, проживал в имении своей жены в с. Знаменском Каширской округи Тульского наместничества.
Дата смерти не установлена.

### Семья
Отец — Алексей Семёнович Потапов (?—1740), из купеческого рода г. Переяславля-Залесского, майор, участник Полтавской битвы.
Брат — Иван Алексеевич Потапов (1722—1791), генерал-поручик, губернатор Воронежской губернии.
Жена — Мария Николаевна, урождённая Алмазова; внучка И. Д. Бухгольца (1671—1741), генерал-майора, основателя Омска, сподвижника Петра Первого.
- сын — Алексей (1772—1847), член Государственного и Военного советов, генерал-адъютант, генерал от кавалерии.